# 1092

## Esdeveniments
Països Catalans
- 11 de març - Mor el comte Ermengol IV d'Urgell a Os de Balaguer, conqueridor de la conca de Sió i el Pla d'Urgell[1]
- 15 de maig - Bertrada de Montfort es casa amb el rei Felip I de França[2]
- octubre - Comença el Setge de Balànsiya que va durar fins al maig de 1094[3]

Resta del món

## Naixements
Països Catalans
Resta del món

## Necrològiques
Països Catalans
- Gerb, comte d'Urgell (1066-1092)[1]

Resta del món